# ダニーロフ
座標: 北緯58度11分 東経40度10分 / 北緯58.183度 東経40.167度

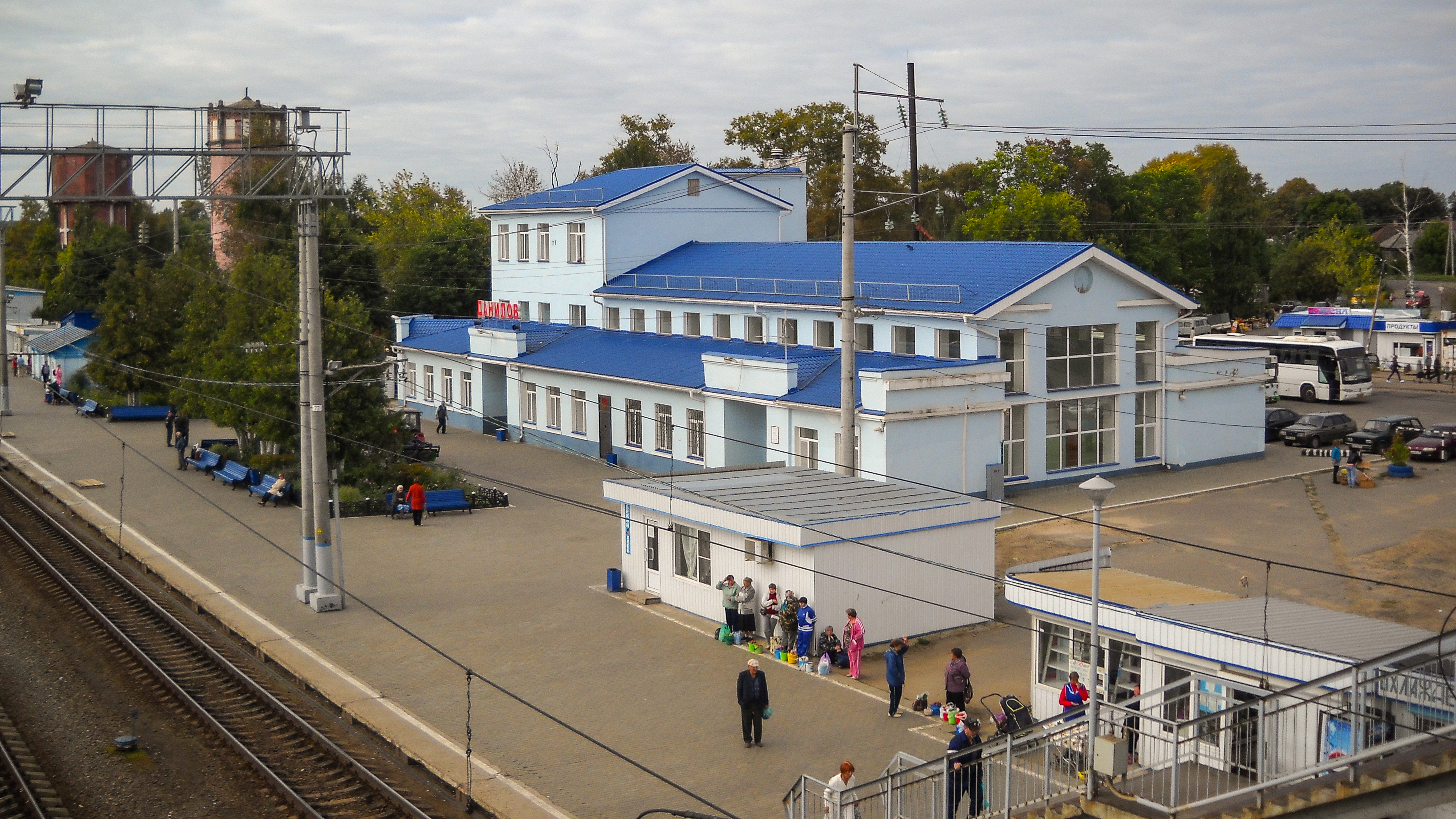
ダニーロフ駅(ru)

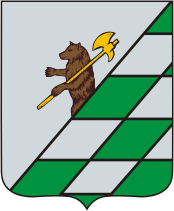
ダニーロフの紋章

ダニーロフ（ダニロフ、ロシア語: Дани́лов, Danilov）は、ロシアのヤロスラヴリ州にある町。人口は1万3677人（2021年）。モスクワから北東へ350km、州都ヤロスラヴリから北東へ69km、隣のコストロマ州都コストロマから北西へ約70km。ペレンダ川に沿い、州内を東西に貫くヴォルガ川よりも北、ルイビンスク人造湖よりも東にある
鉄道幹線上の大きな駅（ダニーロフ駅(ru)）があり、鉄道の町として重要である。ここで南のヤロスラヴリ・モスクワ方面、北のヴォログダ・アルハンゲリスク方面、東のブイ・キーロフ・シベリア鉄道方面など、ロシアの主要都市へ向かう鉄道が分かれている。また直流電化区間と交流電化区間の境目でもあり、電気機関車の入れ替えなどが頻繁に行われている。この鉄道駅は1872年に開業し1962年に電化されている。
ダニーロフが年代記に「ダニーロフスカヤ・スロボダ」の名で初出するのは1592年のことであり、その後エカチェリーナ2世の改革で1777年に市の地位を得た。主な産業はチーズなど食品加工や製材などの建材工業、機械など。